# Monaco (lettertype)
Monaco is een monospace schreefloos lettertype ontworpen door Susan Kare en Kris Holmes begin jaren 1980 voor Apple Computer. Het is onderdeel van het besturingssysteem Mac OS X maar was reeds aanwezig in de vorige versies van het besturingssysteem van de Apple Macintosh. In tegenstelling tot andere monospaced lettertypen (waarvan de letters net als die van een typemachine elk dezelfde karakterbreedte innemen) heeft Monaco niet direct de indruk monospaced te zijn. De karakters zijn verschillend, zo zijn "0" (nul) en "O" (hoofdletter O), en "1" (cijfer), | (verticaal streepje) en "l" (kleine letter L) duidelijk te onderscheiden.
Monaco is in verschillende vormen uitgegeven. Eerst was het een bitmap monospaced lettertype dat nu nog in 9 puntgrootte een standaardlettertype op OS X is. De tweede versie is een TrueTypelettertype dat in Systeem 6 en 7 werd gebruikt; dit is het standaardtype.